# Tirupati
Tirupati és una ciutat de l'Índia, situada al sud-oest de l'estat d'Andhra Pradesh, seu administrativa del districte de Tirupati. És coneguda pel seu patrimoni cultural i religiós; del qual en destaca el Temple Venkateswara de Tirumala, un centre de pelegrinatge hindú. El temple és un dels Svayam Vyakta Kshetras (temples automanifestats) dedicats a la deïtat Vishnu. La ciutat està a 150 km de Chennai, a 250 km de Bangalore i a 406 km d'Amaravati.
Tirupati és la segona ciutat més poblada de la regió Rayalasima després de Kurnool. Segons el cens de 2011 té una població de 287.035, cosa que la converteix en la novena més poblada d'Andhra Pradesh. L'aglomeració urbana té 459.985 habitants, i és la setena de l'estat.
La ciutat és una corporació municipal i serveix com a seu del districte de Tirupati, el Tirumala Tirupati Devasthanams, el mandal de Tirupati Urbà i el mandal de Tirupati Rural, la revenue division, la Andhra Pradesh Southern Power Distribution Company Limited (APSPDCL) i la Autoritat de Desenvolupament Urbà de Tirupati (TUDA).
Els anys 2012-2013 Tirupati és reconeguda pel Ministeri de turisme de l'Índia com la "Best Heritage City". També ha estat seleccionada com una de les cent ciutats índies que han de ser desenvolupades com a "Ciutat intel·ligent", una iniciativa del govern de l'Índia en pro del desenvolupament i la modernització.

## Etimologia
"Tiru", en les Llengües dravídiques, significa "sagrat", "honorable" o "Lakxmi". "pati", en Sànscrit, significa "residència" o "marit". Tirupati (Tirumala), a l'obra Acharya-Hrdayam del segle XIII és citada com Acharya-Hrdayam.

## Geografia
Tirupati és la seu del districte de Tirupati d'Andhra Pradesh, al sud de l'Índia. Està situada als peus dels turons Seshachalam, que formen part dels Ghats Orientals, unes muntanyes originades a l'època precambriana. Un dels seus suburbis, Tirumala té la seu del Temple Sri Venkateswara, als turons. L'Autoritat de Desenvolupament Urbà de Tirupati inclou la ciutat de Tirupati, Renigunta, Chandragiri i els pobles d'Akkarampalle, Avilala, Cherlopalle, Mangalam, Peruru, Settipalle, Thummala gunta, Timminaidupalle, Tiruchanur, i Tirupati (NMA). La ciutat limita amb Srikalahasti, a l'est; Puttur, al sud; Pakala, a l'oest i els turons Seshachalam (Tirumala), al nord. El riu Swarnamukhi neix als turons Seshachalam i travessa la ciutat abans d'anar direcció Srikalahasti, a l'est.

### Medi natural

#### Geologia

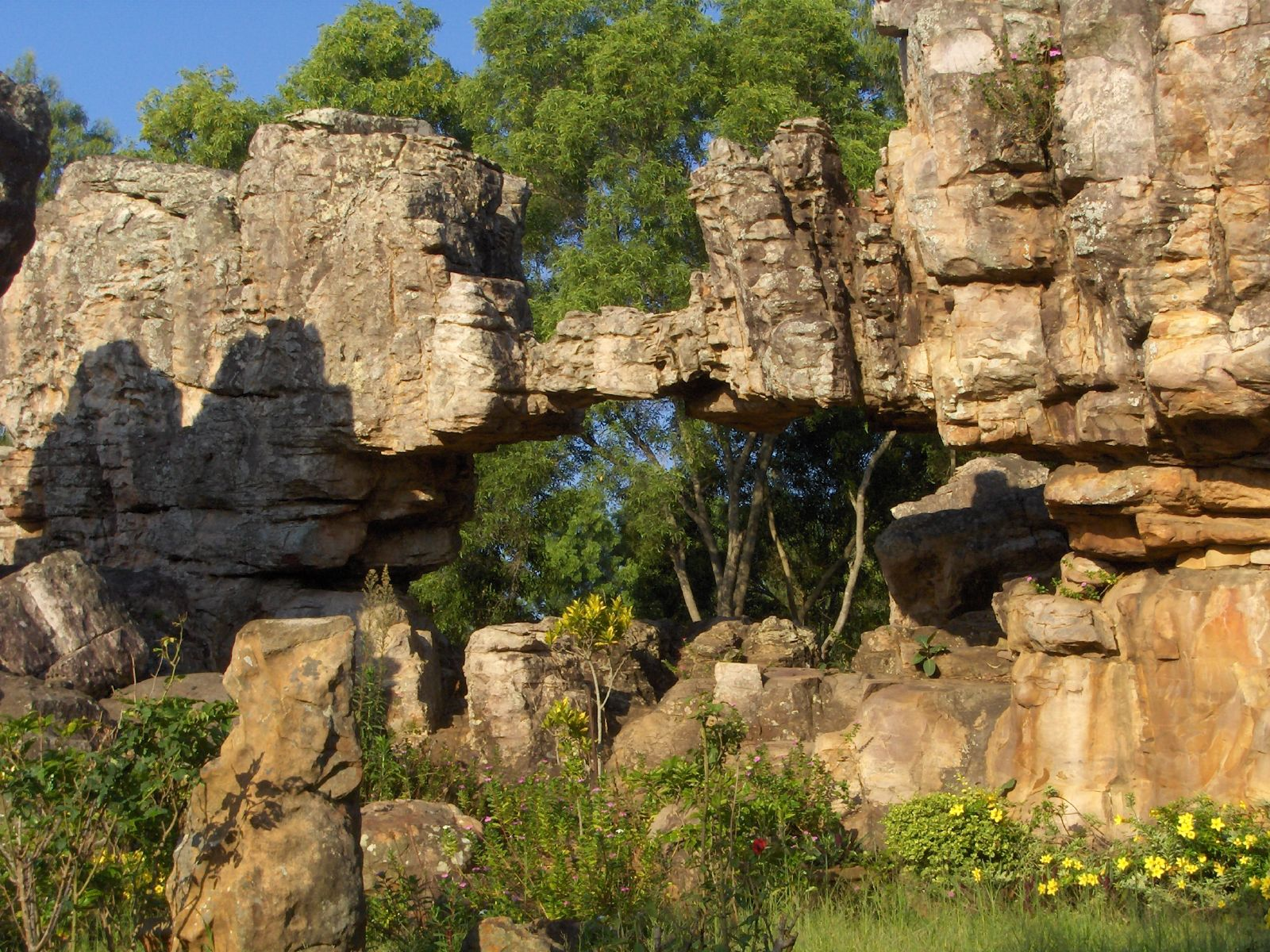
Arc natural de Tirumala

A 12 km hi ha una discontinuïtat major anomenada disconformitat Eparchea de Tirupati a la carretera entre la ciutat i Tirumala catalogada com monument nacional geològic. El 2001 és declarat com un dels 26 "monuments geològics de l'Índia". A 1 km del temple Tirumala Venkateswara, als turons de Tirumala hi ha l'arc natural de Silathoranam. Aquesta formació rocosa és de l'alt proterozoic i ha estat modelat per l'erosió de l'aigua i l'aire.

### Clima
Tirupati disposa d'un clima tropical humit i sec (Aw) (amb uns "hivens secs", segons la Classificació climàtica de Köppen. Durant l'estació seca, entre el gener i el maig, les temperatures mínimes mitjanes se situen entre els 18 i el 28 °C. Després d'aquesta hi ha l'estació humida entre el juny i finals de setembre. A principis de novembre, durant la temporada del monsó del nord-est hi ha fortes plugese a la regió. La pluja més forta enregistrada en 24 hores (219 mm) va ser el 16 de novembre de 2015, durant les inundacions de l'Índia meridional del 2015. Aquesta va provocar inundacions a la ciutat que van tenir el resultat de 14 morts, a banda de que 3700 pobles de la zona patissin inundacions. Alguns mitjans van atribuir les inundacions al Canvi climàtic. Els ciclons que afecten habitualment la Costa de Nellore també porten pluges portes a la ciutat.
A l'aeroport de Tirupati, les mitjanes climàtiques entre el 1981 i el 2010 van ser (les més extremes van ser els anys 1981 i 2012):
- Les temperatures més altes són de 45,2 , 45 i 44,2 els mesos de juny, maig i abril respectivament.
- Respecte la mitjana de màxim diari, les més altes són 40,3 i 39,2 al maig i a l'abril respectivament; i les més baixes són de 29 i 20 graus C., el desembre i el gener, respectivament. La mitjana de la temperatura màxima diària és de 34,6 graus C.
- La mitjana de la mínima diària, en graus centígraus: les més altes són de 28 i 27,3 els mesos de maig i juny; i les mínimes són de 18,8 i 19,9; els mesos de gener, febrer i desembre respectivament.
- la temperatura mínima enregistrada en aquest períóde és de 11,9 al mes de febrer, seguida per 12,9 al gener.
- La mitjana de pluges, en mm. va ser de: les màximes van ser de 249,1 i 205,2 els mesos de novembre i octubre; i les mínimes, de 5,1 i 5,2, els mesos de febrer i de març.
- La mitjana de dies amb pluja va ser: de 9,4 i 9, els mesos de novembre i octubre; i de 0,5, 0,6 i 1,1, els mesos de març, febrer, abril (tots dos, 1,1) i gener, respectivament.

## Demografia
Languages of Tirupati (2011)
Segons el cens de l'Índia de 2011, la corporació municipal de Tirupati té 287.035 habitants. Hi ha 145.977 homes i 141.058 dones. Hi ha 24.643 infants entre 0 i 6 anys. La taxa d'alfabetització és de 87,55%. L'aglomeració urbana té una població de 459.985 habitants: 231.456 homes i 28.529 dones; i hi ha 41.598 infants entre 0 i 6 anys d'edat. Hi ha un total de 356.558 alfabetitzats, que signifiquen el 85,22% del total.

### Llengua i religió
La llengua oficial i més parlada és el telugu (97,98%, seguida per l'urdú (5,5%), el tàmil (3,4%) i l'hindi (1%).
Respecte a les confessions religioses, el 92,82% són hinduistes, el 6,05% són musulmans i el 9,74% són cristians. La gran majoria són hinduistes.

## Història
Segons el text històric escrit en sànscrit del Varaha Purana (segles X-XII), durant el Treta Yuga (segon dels quatre yugues, cicles temporals divins) Rama va residir a Tirupati amb Sita i Lakshmana quan havia retornat de Lankapuri. Segons el Purana Venkateswara de Kubera va demanar un préstec de 11,4 milions de monedes d'or per al seu matrimoni amb Padmavathi. Per pagar el préstec, devots de tota l'Índia visiten el temple i hi fan donatius.
Des del segle VI Tirupati va estar regida per la dinastia Pal·lava. Durant el segle XI esdevé el centre d'un important Vaishava durant l'èoca de Ramanujacharya. El Temple Srikurmam del districte de Srikakulam d'Andhra Pradesh porta la inscripció "Tirupati Srivaishnavula Raksha". Al pagar la jizya es salva de que els musulmans la envaeixin. A principis del segle XIV, durant la invasió de Malik Kafur del sud de l'Índia es va amagar l'idol del Temple de Ranganathaswami de Srirangam per progegir-lo.
Durant gran part de l'edad Mitjana, fins al segle XVII, Tirupati era part del'Imperi de Vijayanagara.
La ciutat té molts temples històrics, com el Temple de Venkateswara que té 1500 inscripcions en sànscrit, tamil, tegulu i llengües kannades. D'aquestes, 236 pertanyen a les dinasties Pal·lava, Chola i Pandya; 169 ho fan a la dinastia Saluva; 251, al període Achyuta Deva Raya; 130 al període Sadasiva Raya; i 135 a la dinastia Aravidu. Les del regne Pal·lava són del segle IX; les del Chola, del segle X; i les de l'Imperi Vijayanagara, del segle XIV. Durant el segle XV, Tallapaka Annamacharya va cantar moltes cansons de la ciutat sagrada en telugu.
El baix Tirupati no s'urbanitza fins a l'any 1500. Aquesta es va formar amb l'augment de la importància de l'alt Tirupati. Avui en dia, la zona al voltant del temple Gopvindaraja Swami és el cor de la ciutat.

### Història contemporània
El 1932 el temple de  Venkateswwara de Tirumala és lliurat a  devasthanams de Tirumala  per la llei TTD.
L'any 2006, l'Autoritat de Desenvolupament Urbà (TUDA) i el TTD duen a terme conjuntament el "Tirupati Utsavan", que es centra en la història del desenvolupament de la ciutat de Tirupati, els reis que han visitat Tirumala i la seva contribució al desenvolupament del temple.
El desembre de 2012 es duu a terme a Tirupati la quarta Conferència Mundial Telugu per al foment de la llengua. El gener de 2017 es reuneix a la ciutat el 104è Congrés de la Ciència Índia (ISCA).

## Govern
L'Assemblea Constituent de Tirupati és una de les 175 assemblees de l'Assemblea Legislativa d'Andhra Pradesh.
La Corporació Municipal de Tirupati (TMC) administra la ciutat. Aquesta neix l'1 d'abril de 1886. L'1 d'octubre de 1962 esdevé una municipalitat de segon grau i el 12 de desembre de 1965 assoleix el grau de municipalitat de primer grau; el 13 de febrer esdevé un municipi de grau especial. El 2 de març de 2009 esdevé una Corporació Municipal que inclou un territori de 16,59 quilòmetres quadrats. A l'actualitat la superfície de la ciutat çes de 27,44 km2 . El 2022 Tirupati ha assolit el "top ten" de les ciutats més netes de l'Índia segonsnSwachh Survekshan.
L'Autoritat de Desenvolupament Urbà de Tirupati (TUDA) és la responsable de la planificació urbana. Fou constituïda l'any 1981 amb Tirupati i 89 pobles que estan sota la seva jurisdicció. El 2008 també inclou Srikalahasti, Puttur i 69 pobles de la seva àrea. A l'actualitat el TUDA cobreix una àrea de 1.211,51 km2.
Tirupati té l'estatus de Districte Policial Urbà i té 25 comisaries. S'ha establert una zona de seguretat a Alipiri per cuidar dels pelegrins de Tirumala dels terroristes i els elements antisocials. El temple de Tirupati està supervisat per 3000 càmeres de televisió durant els vint-i-quatre hores del dia i hi ha controls amb escànners per accedir-hi.

## Economia

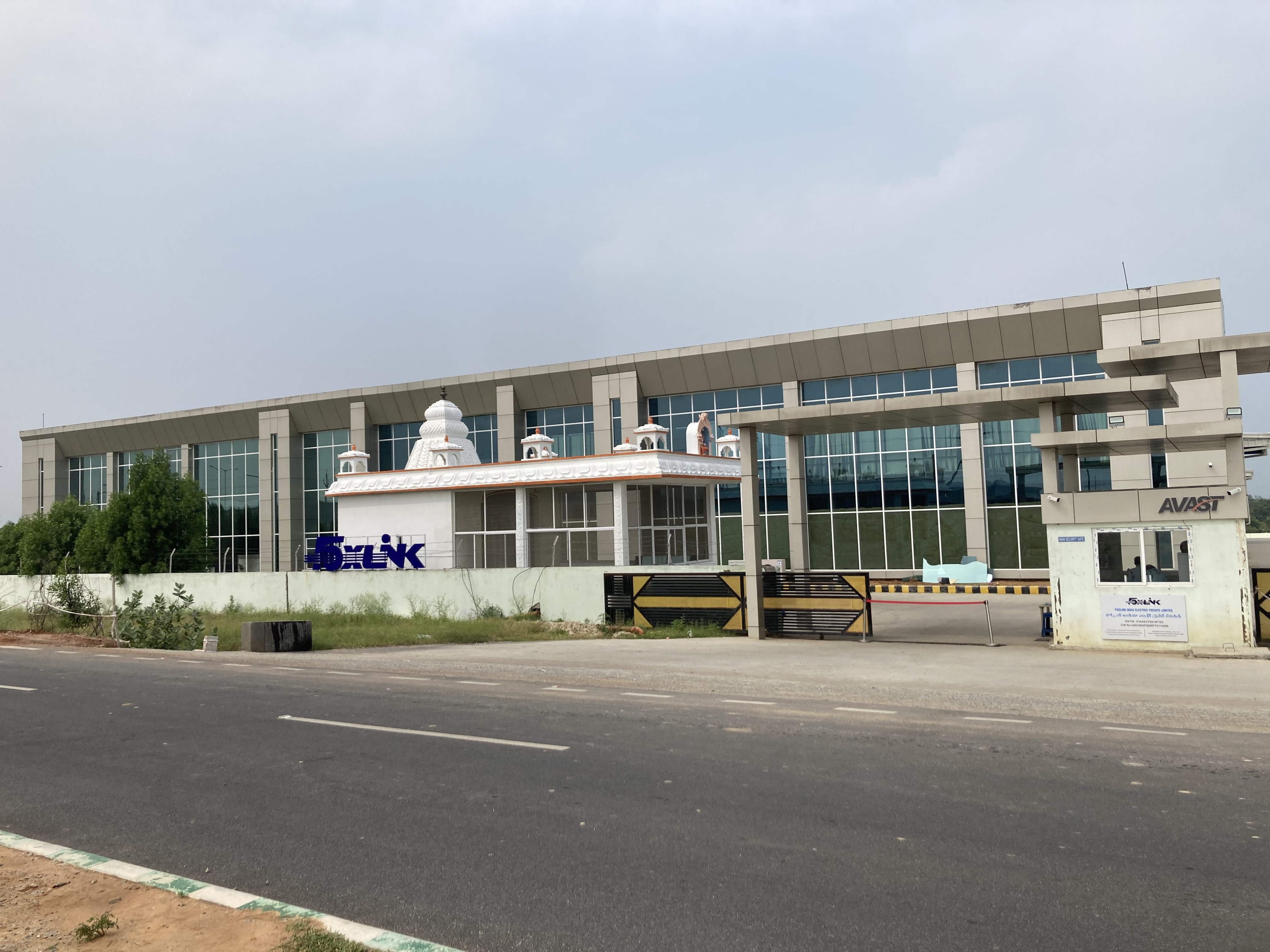
empresa al parc industrial APIIC de Gajulamandyam, Renugunta

El turisme és el sector principal de Tirupati.
La fundació Tirumala Tirupati Devasthanams (TTD), establerta el 1932, del govern d'Andhra Pradesh és l'entitat que gestiona i supervisa les operacions econòmiques i financeres del Temple Venkateswara de Tirumala és l'empresa principal de Tirupati. També gestiona activitats socials, religioses, literàries, sanitàries i educatives i emplea a 16.000 persones.
L'Andhra Pradesh Southern Power Distribution Company Limited també té la seu a Tirupati.

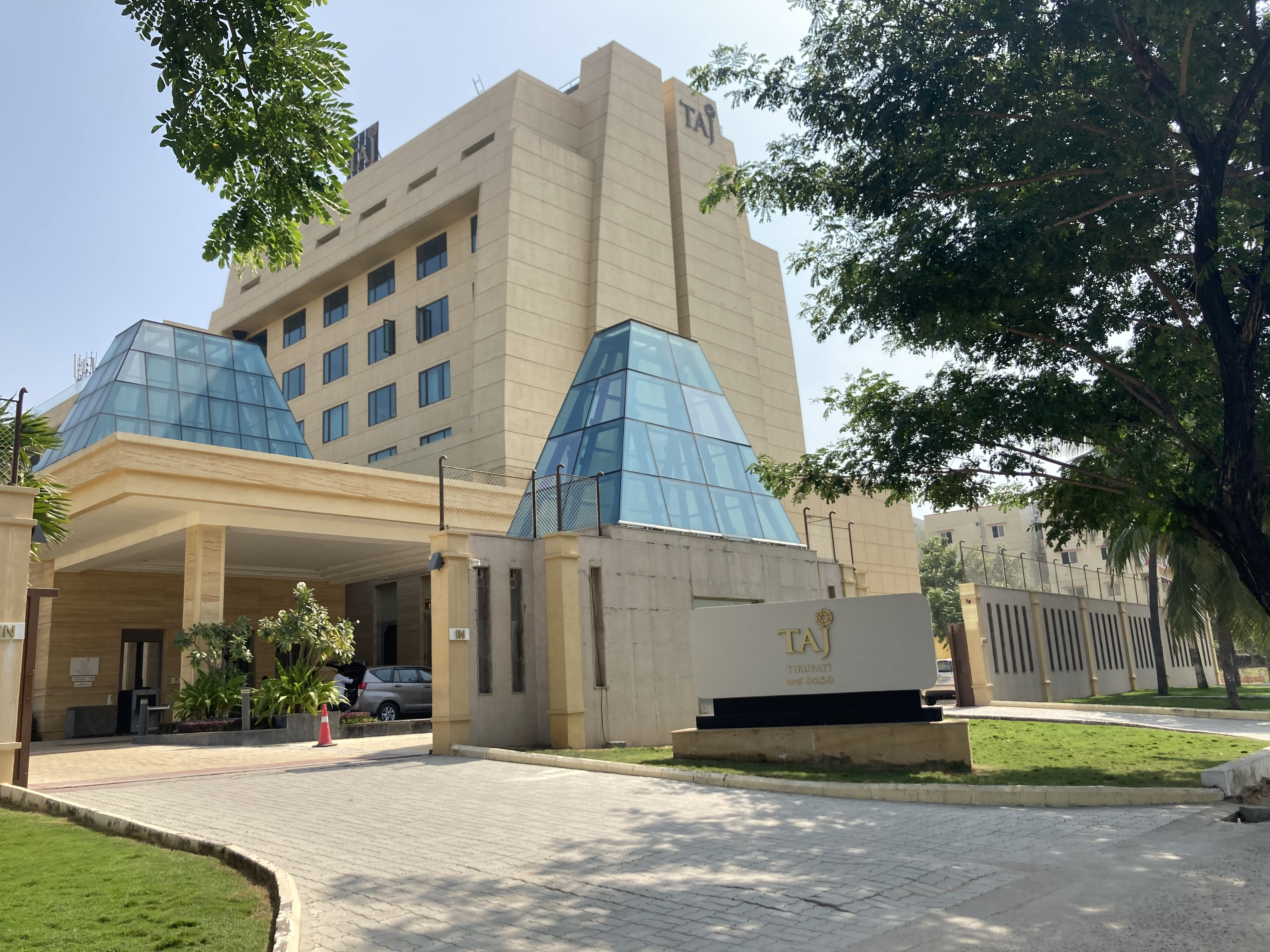
Hotel Tirupati del grup Taj

A Gajulamandyam, Renigunta, hi ha el parc industrial APIIC, on hi ha moltes indústries.
El Sri Venkateswara Mobile and Electronics Manufacturing Hub és una indústria que fabrica objectes electrònics que també té la seu a Tirupati. Entre els seus productes hi ha Smart TVs de Xiaomi.

### Turisme
El sector turístic té una gran importància a la ciutat, sobretot pels pelegrins que visiten el Temple Venkateswara de Tirumala, a banda d'altres temples de la ciutat. Aquests atreuen un gran nombre de turistes. El temple de Tirumala és un dels temples religiosos més visitats de la terra. Segons el Llibre Guinness, que atrau diàriament entre 30.000 i 40.000 visitants i el dia d'any nou atrau 75.000 fidels, el considera el temple hindú més visitat i més ric del món.

## Infraestructures
La Companyia Andhra Pradesh Southern Power Distribution (APSPDCL), que distribueix l'electricitat a la ciutat, té la seu a Tirupati. Aquesta es prové d'aigua mitjançant el canal Telugu Ganga i la pesa de Kalyani. Als turons de Tirumala també hi ha altres pantans com el Papavinasam, el Gogurbham, el Pasupudara, el Kumaradara i l'Akasa.
El Tirupati Telecom District de la companyia Bharat Sanchar Nigam (BSNL) gestiona les telecomunicacions de la ciutat.
Swachh Survekshan (control mediambiental del Ministeri de Desenvolupament Urbà de l'Índia i de l'Oficina Central pel Control de la Pol·lució) ha declarat que Tirupati era la sisena (de les 200 ciutats que hi competien)  ciutat menys pol·lucionada del país (2008). Segons el National Urban Sanitation Policy, està a la posició 117 de les ciutats més netes del país (2009). El Ministeri de Turisme de l'Índia considera que la ciutat és l'onzena més neta del país.

### Transports

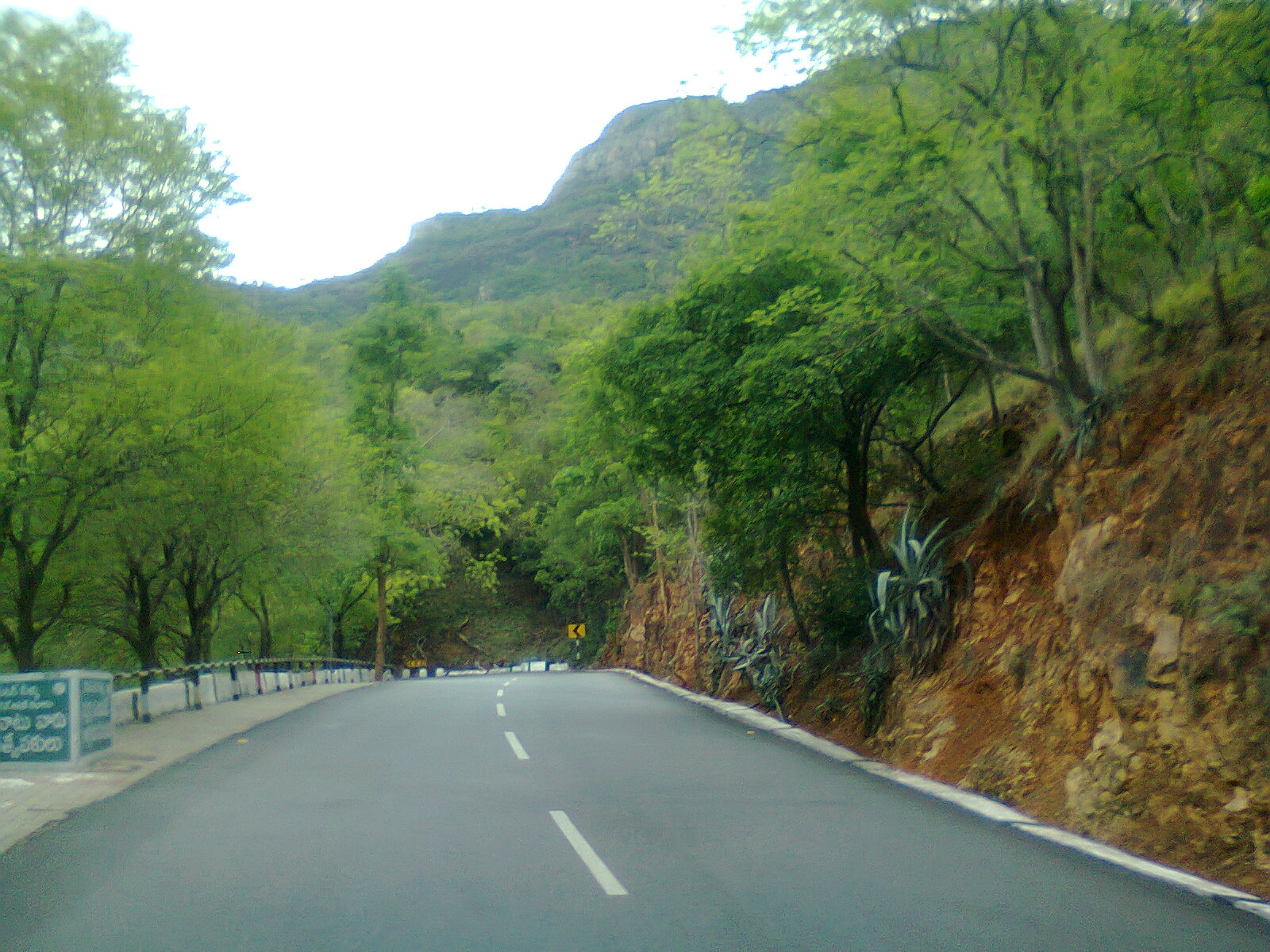
Carretera Tirupati Ghat

#### Carreteres
La ciutat està enllaçada amb altres ciutats importants per carreteres nacionals i estatals. La carretera nacional 71 i la 140 passen per la ciutat i les NH 716 i 565 passen pels límits de l'Autoritat de Desenvolupament Urbà de Tirupati. Entre Tirupati i Tirumala hi ha dues carreteres asfaltades. La Corporació Municipal de Tirupati té 294,47 km de carreteres.

#### Autobusos

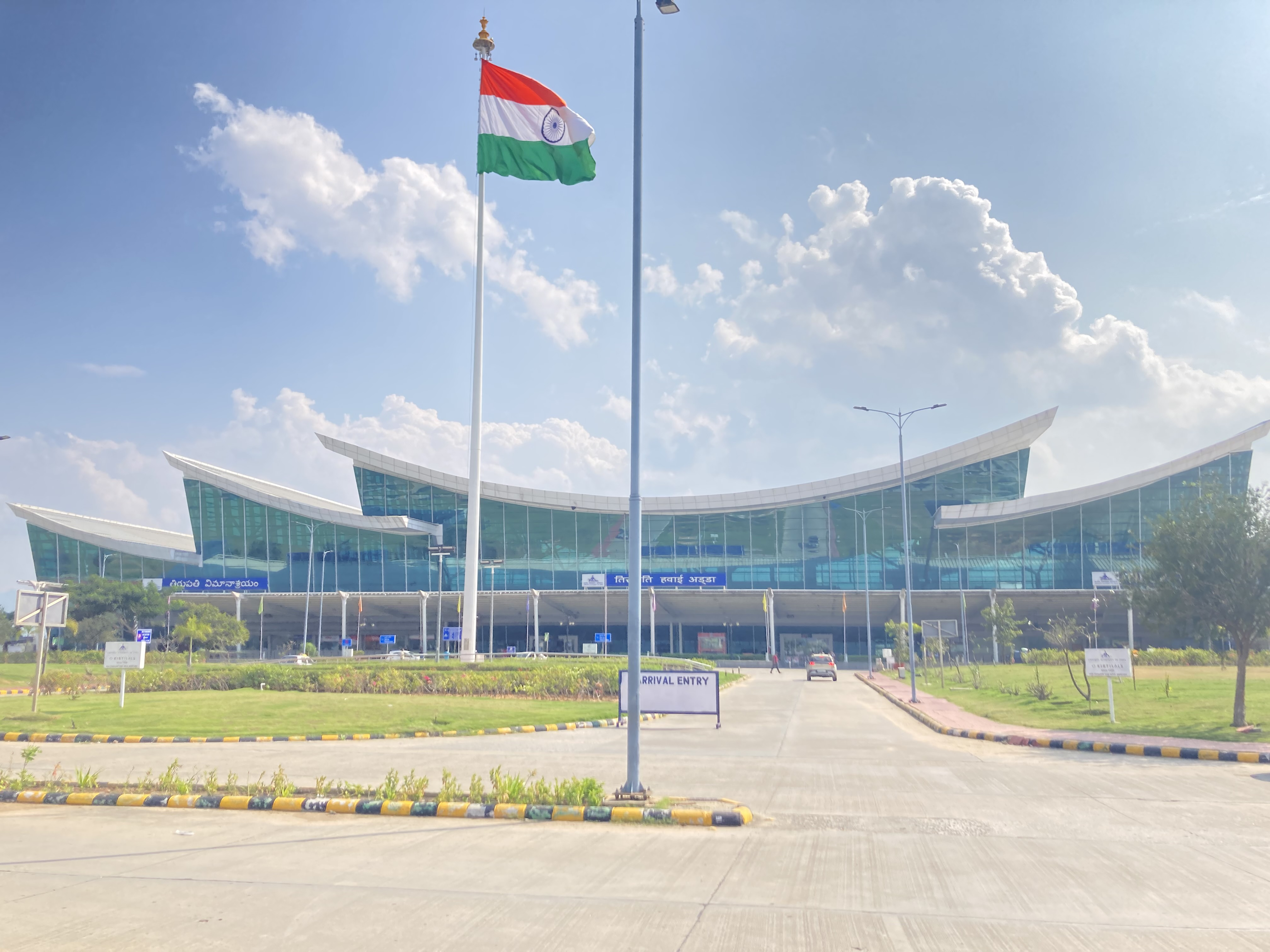
Terminal de l'aeroport de Tirupati

La companyia d'autobusos estatal APSRTC enllaça Tirupati amb moltes destinacions d'Andhra Pradesh des de l'estació d'autobusos. La ciutat també té una xarxa de línies d'autobusos que l'enllaça amb els pobles del voltant, com Tirumala. Des de Tirupati també surten autobusos als estats de Karnataka i Tamil Nadu.

#### Ferrocarril
Tirupati disposa de 6 estacions de ferrocarril. La més important es diu Tirupati Main.

#### Aeroport
L'Aeroport de Tirupati està a 15 km del centre de la ciutat. Des d'aquest, surten vols a Coimbatore, Calcuta, Bombai, Nova Delhi, Bangalore, Kolhapur, Poona, Tiruchirappal·li, Madurai, Shirdi, Rajahmundry, Huballi, Vijayawada, Visakhapatnam i Hyderabad. L'aeroport internacional més proper és l'Aeroport Internacional de Chennai, que està a 130 km de Tirupati. L'aeroport de Tirupati està en procès d'esdevenir un aeroport internacional i el 22 d'octubre del 2015 inaugura la seva nova terminal.

ICI de Tirupati

### Educació i recerca
El govern estatal té una xarxa d'escoles primàries i secundàries a Tirupati. També hi ha centres privats.

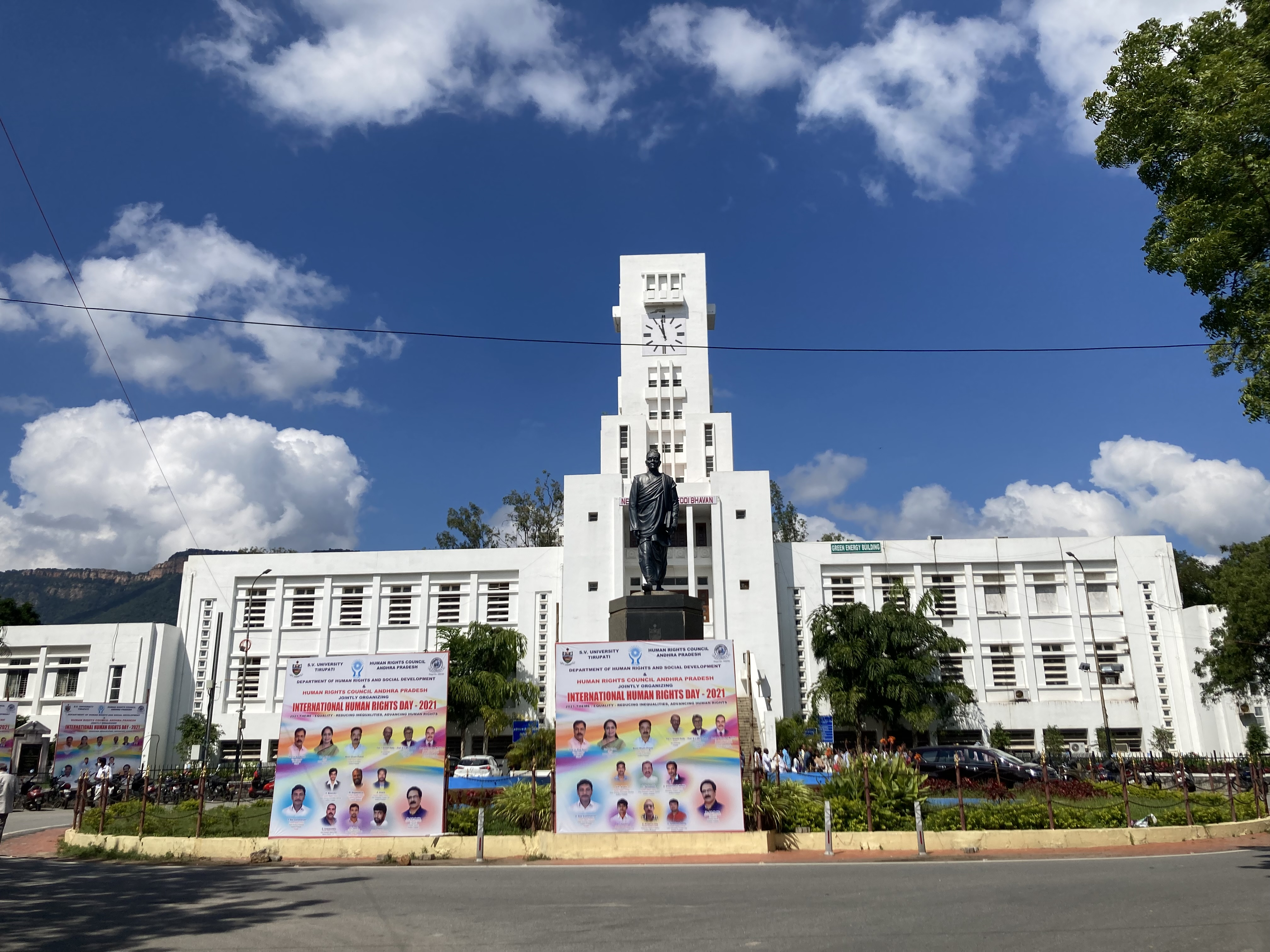
edifici de SVU

A Tirupati hi ha molts centres d'educació superior. La Sri Venkateswara University és estatal i de la fundació del Devasthanam de Tirumala Tirupati s'estableix el 1954. La Sri Padmavati Mahila Visvavidyalayam és un centre educatiu femení. Entre els centres de formació mèdica hi ha el Sri Venkateswara Medical Colege, el Sri Padmavathi Medical College for Women i el Sri Venkateswara Institute of Medical Sciences. La universitat Sri Venkateswara Vedic forma en estudis vèdics i la Rashtriya Sanskrit Vidyapeetha és una universitat d'estudis sànscrits. A més a més, hi ha altres universitats i colleges.

Entre els centres de recerca de la ciutat, destaquen: el National Atmospheric Research laboratory (NARL), el Sri Venkateswara Medical Colege, el Indian Institute of Science Education and Research de Tirupati, l'Indian Institute of Technology de Tirupati i el Sri Venkateswara Institute of Medical Sciences

Hospital Sw Aravind ETE de Tirupati

### Sanitat
Tirupati és un hub mèdic i té grans hospitals. Molts d'aquests són public i estan gestionats per Tirumala Tirupati Devasthanams (TTD), fundació que depèn del govern d'Andhra Pradesh i que disposa de 16.000 treballadors.
L'Hospital General Sri Venkateswara Ramnarain Ruia és un dels més grans d'Andhra Pradesh i l'hospital públic més gran de la regió de Rayalasima. Aquest s'inaugurà el 1962 i a l'actualitat disposa de 750 llits. El 1986 s'hi va funtar l'Institut de Ciències Mèdiques Sri Venkateswara.
Entre altres, també destaquen l'Institut de Cirurgia, Recerca i Rehabilitació Balaji (BIRRD), amb 250 llits i l'Hospital Governamental de la Maternitat (GMH), que el 2013 és nombrat com el "millor hospital" en la categoria d'"esterilització i lliuraments institucionals".

## Cultura

### Festes
A Tirupati s'hi celebren tots els festivals hindús: el sankranti, l'ugadi, el krixna Jammashtami, el maha shivaratri, el ganesh Chaturthi, el divali, el rama Navami, el kartik Poornima i el Srivari Brahmotsavam. Aquest últim dura nou dies entre el setembre i l'octubre i és quan el temple de Tirumala rep més visitants. Durant aquest festival, la deïdat del temple de Venkateswara, Malayappa i les seves consorts, Sridevi i Bhudevi, són portats en processó al voltant del temple.
Tirupati també celebra un carnaval anomenat Tirupati Ganga Jatara a la segona setmana de maig.
A Tirumala s'hi celebra amb grandesa el Vaikunta Ekadasa, el dia quan es creu que s'obrirà els Vaikunta Dwarams. També s'hi celebra la festa del Rathasapthami, al febrer, quan la deïtat de Venkateswara, Malayappa) és duta en processó al voltant del temple.
El Krishna Janmashtami té un gran seguiment a Tirupati. El Temple del Lotus de la International Society for Krishna Consciousness (ISKCON) és il·luminat amb làmpares i pintures. A la cerimònia hi ha oracions a Krixna i altres déus.

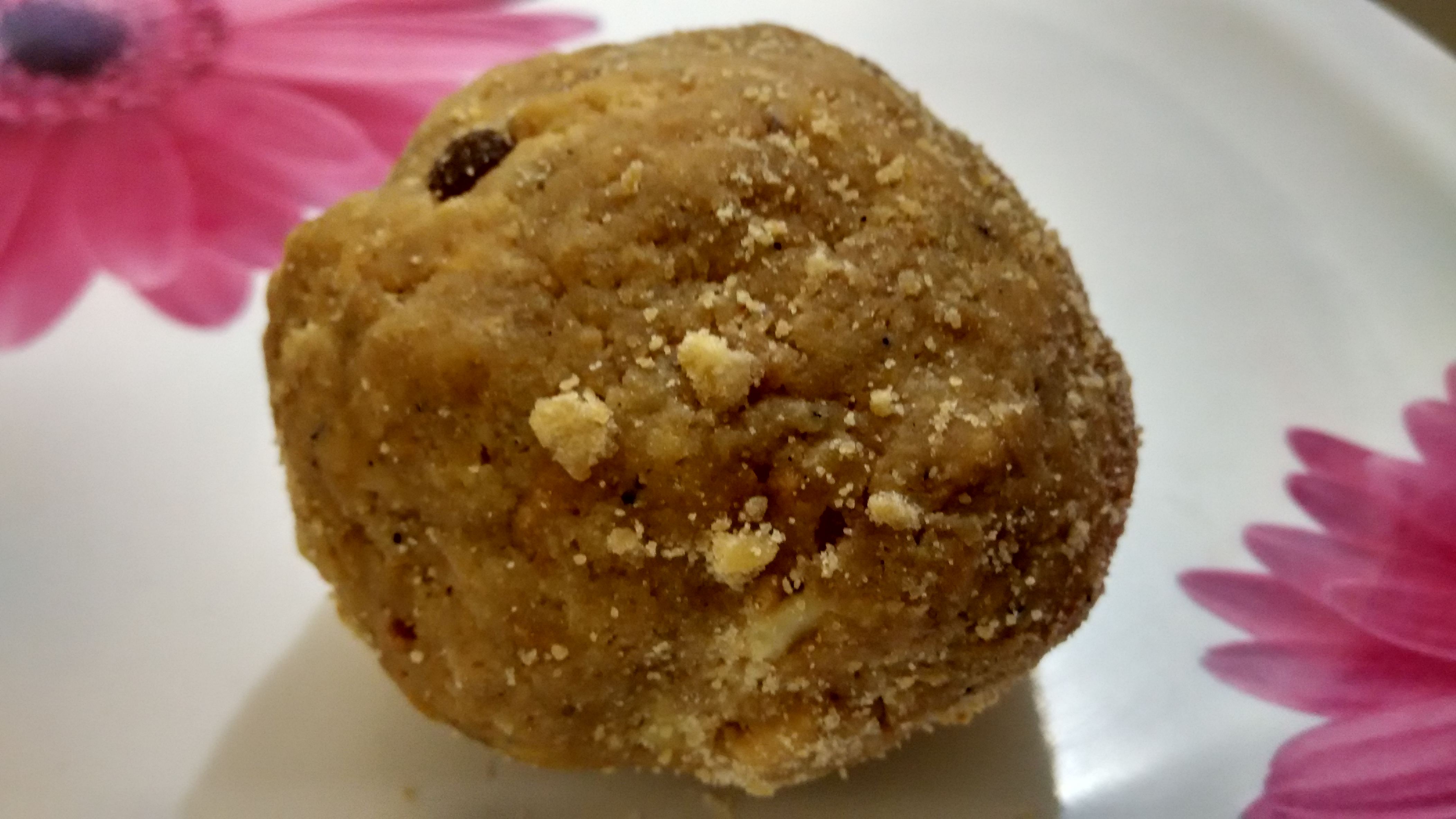
El Tirupati Laddu obert a Venkateswara al temple de Tirupati

### Gastronomia
El tirupati laddu és un dolç popular que s'ofereix al temple de Venkateswara de Tirupati des del 1715.

### Museus
El Tirumala Tirupati Devasthanams crea el Museu de Sri Venkateswara, amb seus a Tirumala i a Tirupati. Aquest museu té una col·lecció d'objectes arquitectònics i històrics com armes, ídols i objectes religiosos (puja). També té col·leccions de fotografies de la cultura i tradicions de Tirupati.
El 1988 s'estableix el museu d'arqueologia al fort Chandragiri, a Chandragiri. Aquest exhibeix una col·lecció d'escultures de pedra i metall de déus hindús i altres vestigis arqueològics de llocs com Gudimallam, Gandikota i Yaganti. També té galeries d'armes, monedes i documents medievals.

### Patrimoni

#### Temples
El Temple Venkateswara de Tirumala és el temple més reconegut de la ciutat. Ha estat considerat pel llibre Guinness com el temple hindú més ric i més visitat del món. A més a més, a la ciutat també hi ha altres temples hindús molt reconegut com el temple Padmavaati de Tiruchanur, el temple Govindaraja, el temple Kapileswara (a Kapila Theertham), el temple Kalyana Venkateswara, el Srinivasamangapuram, el temple Thathayyaguntta Gangamma i el Sri Kodandaramaswami temple, entre d'altres.

Temples hindús de Tirupati
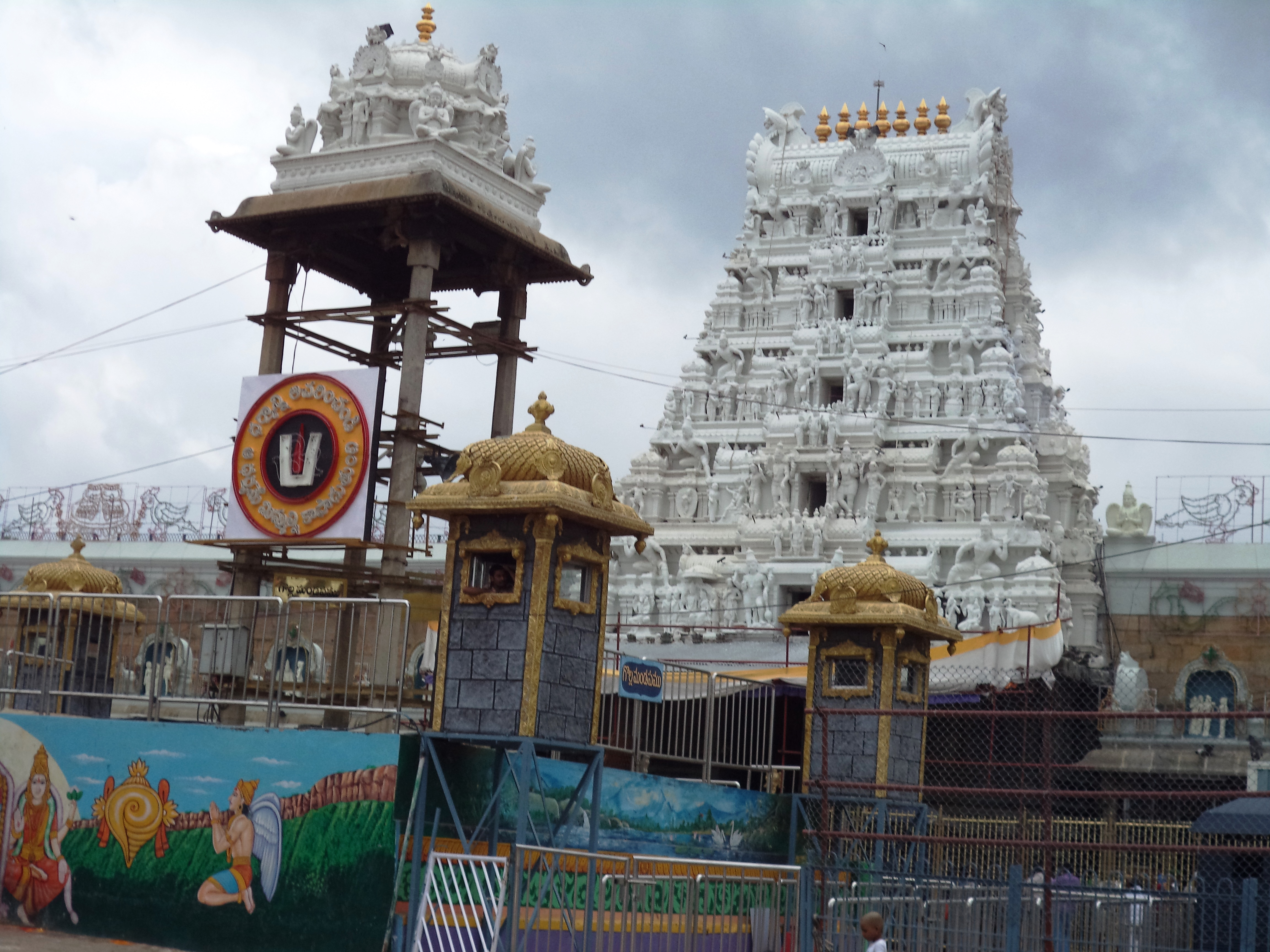
Venkateswara Temple
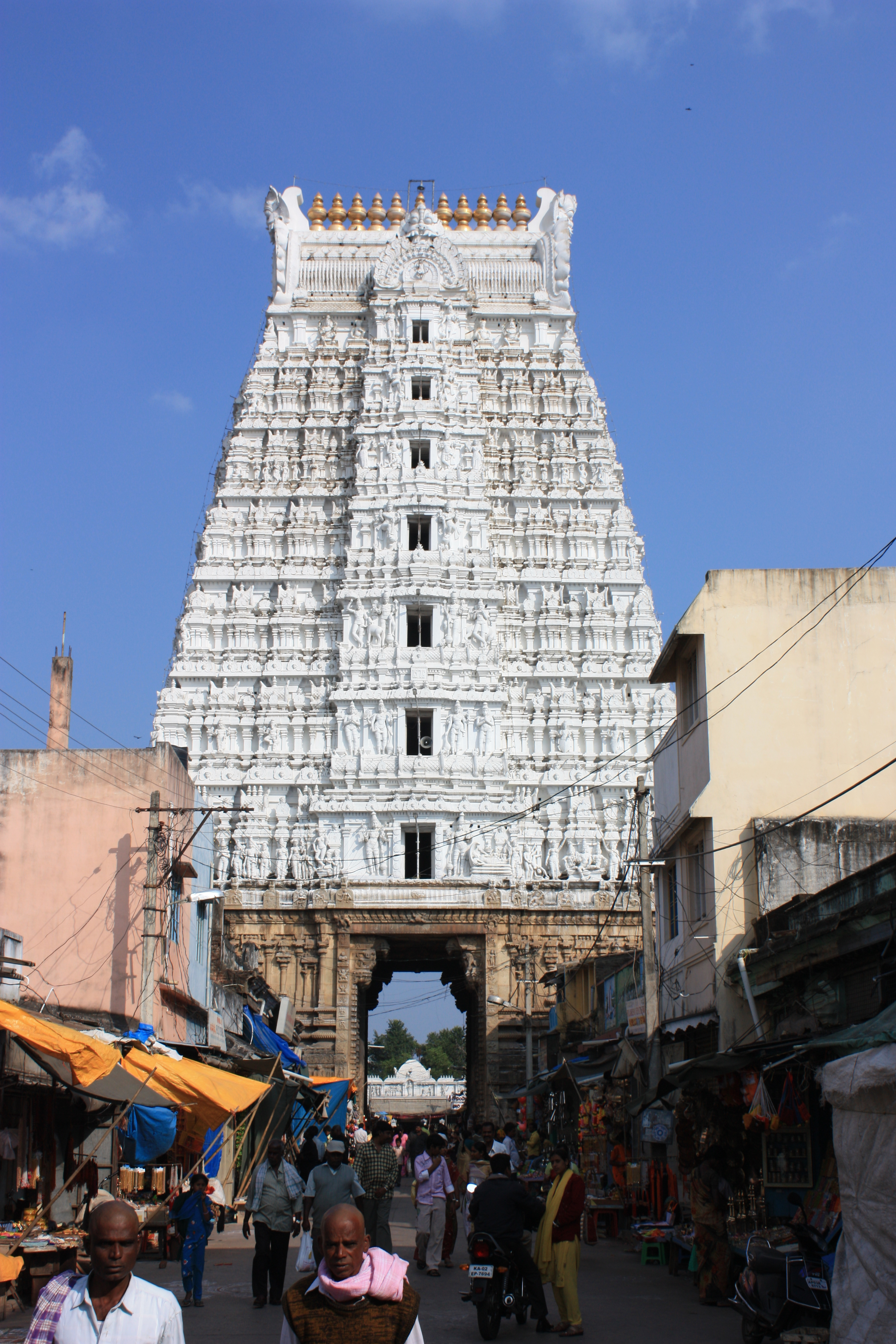
Govindaraja Temple
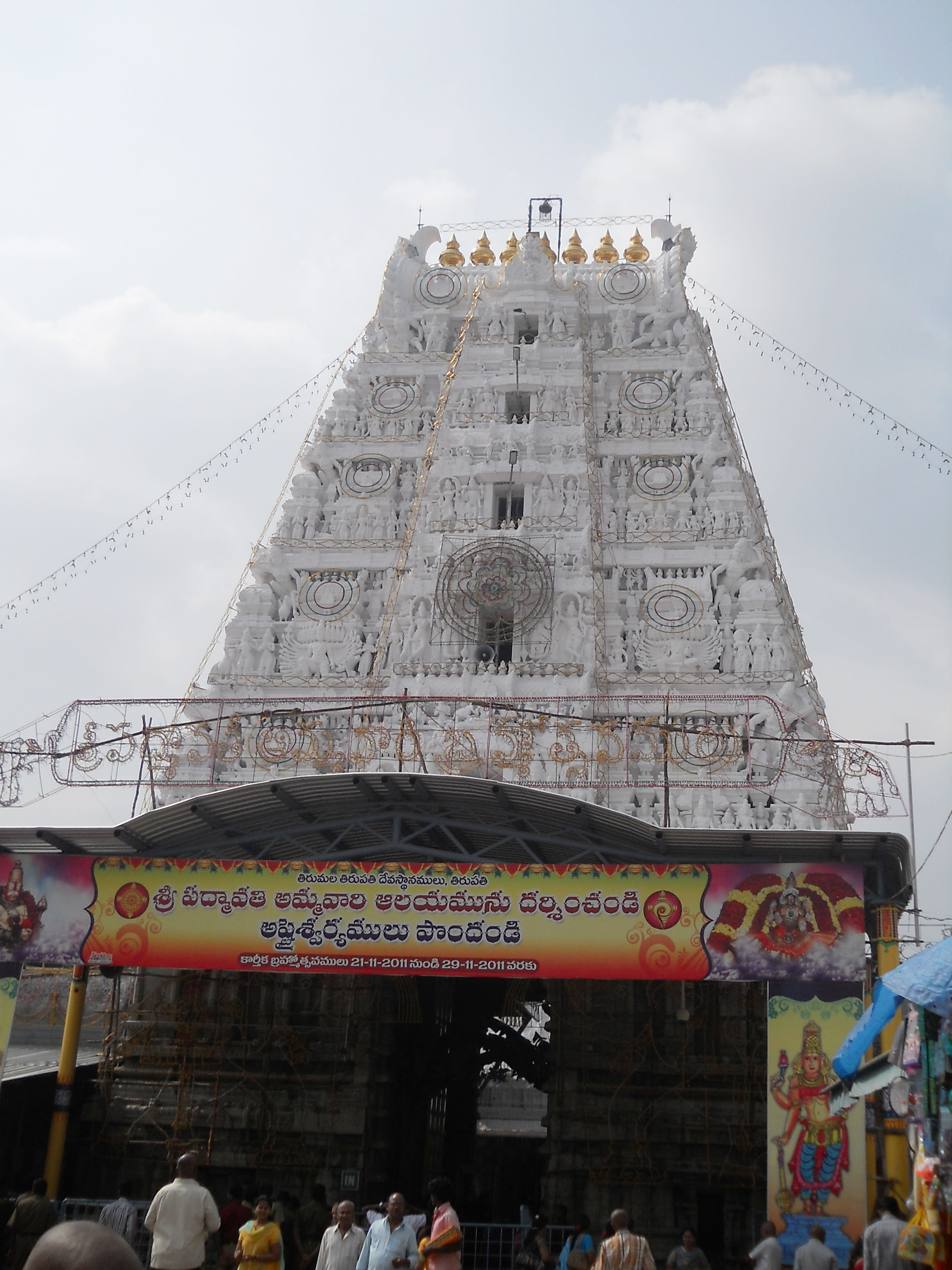
Padmavathi Temple
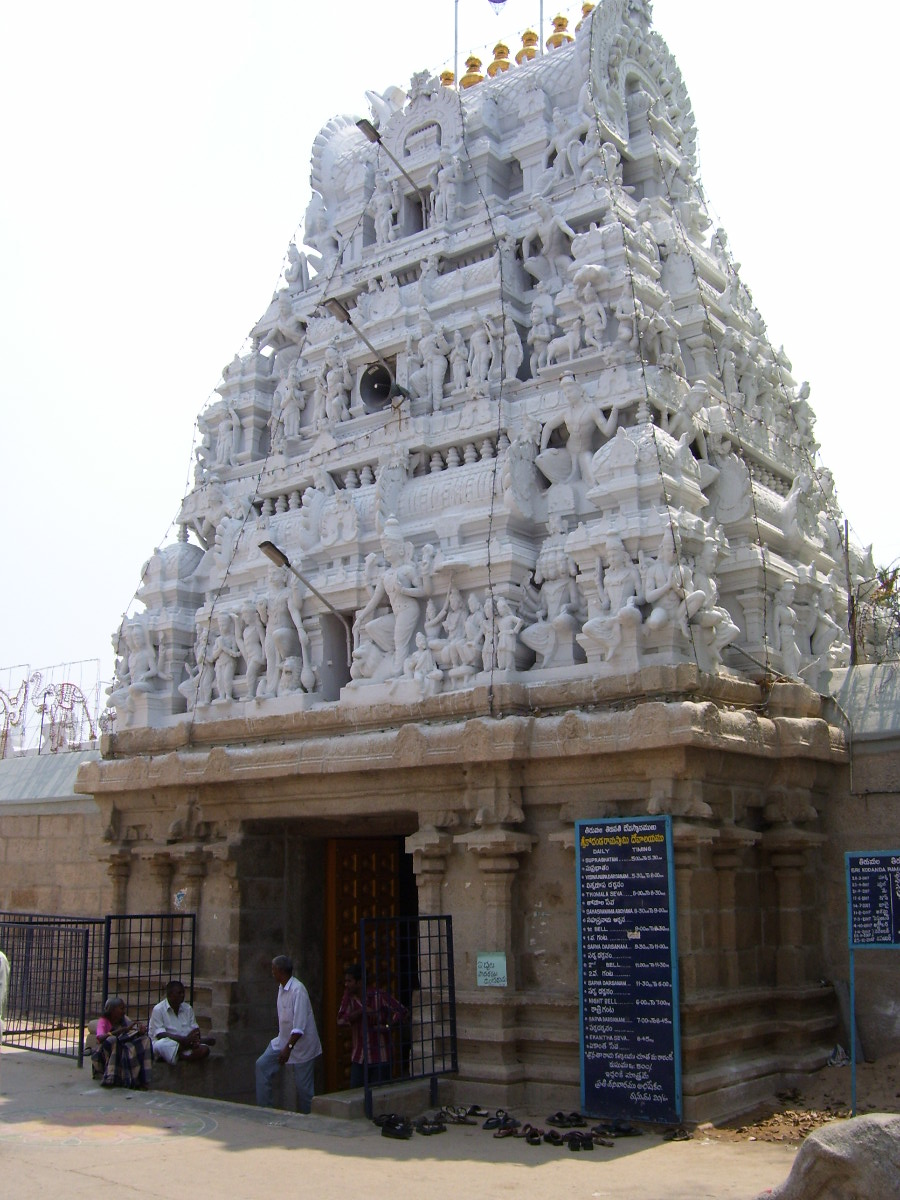
Kodandarama Temple
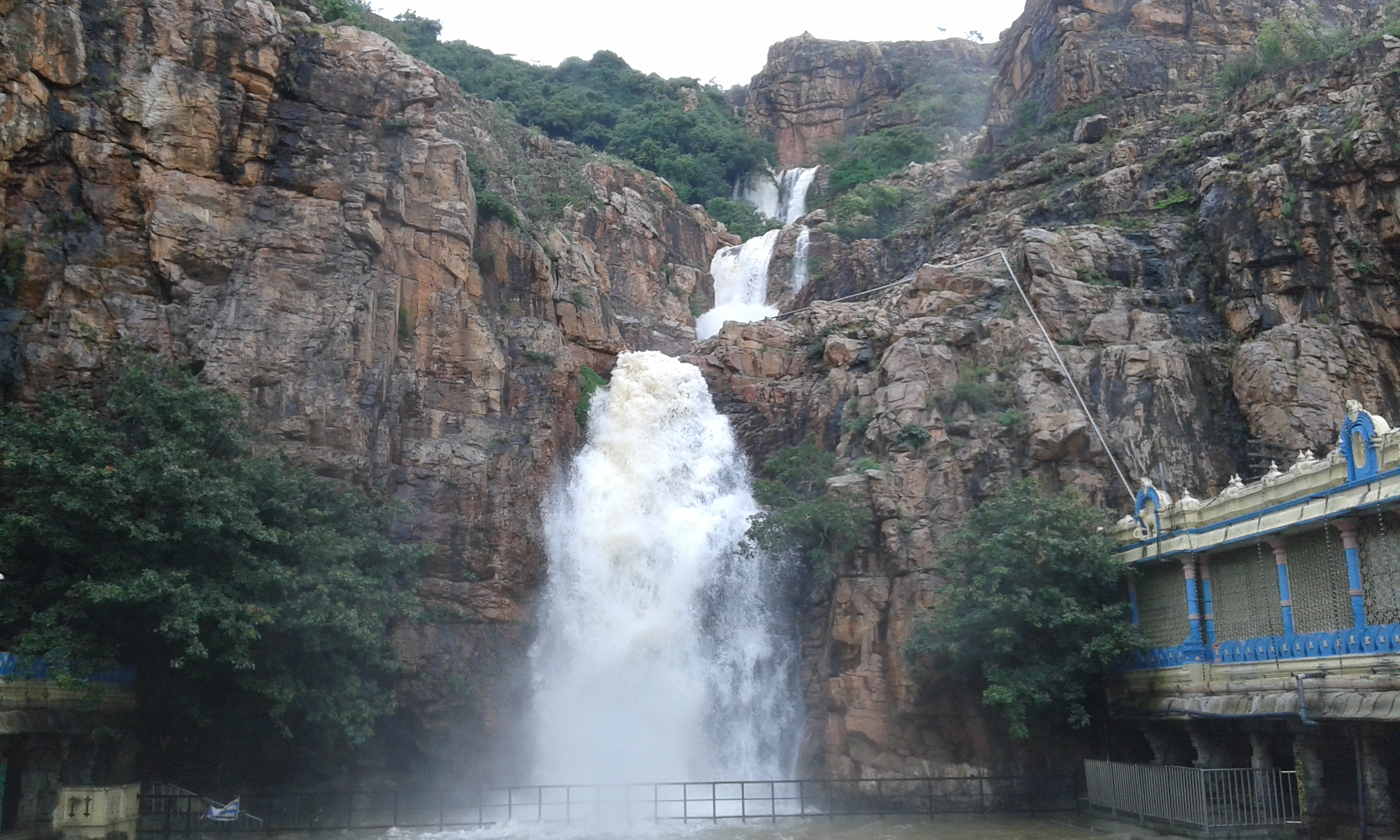
Kapila Theertham

#### Altres edificis patrimonials i atractius turístics

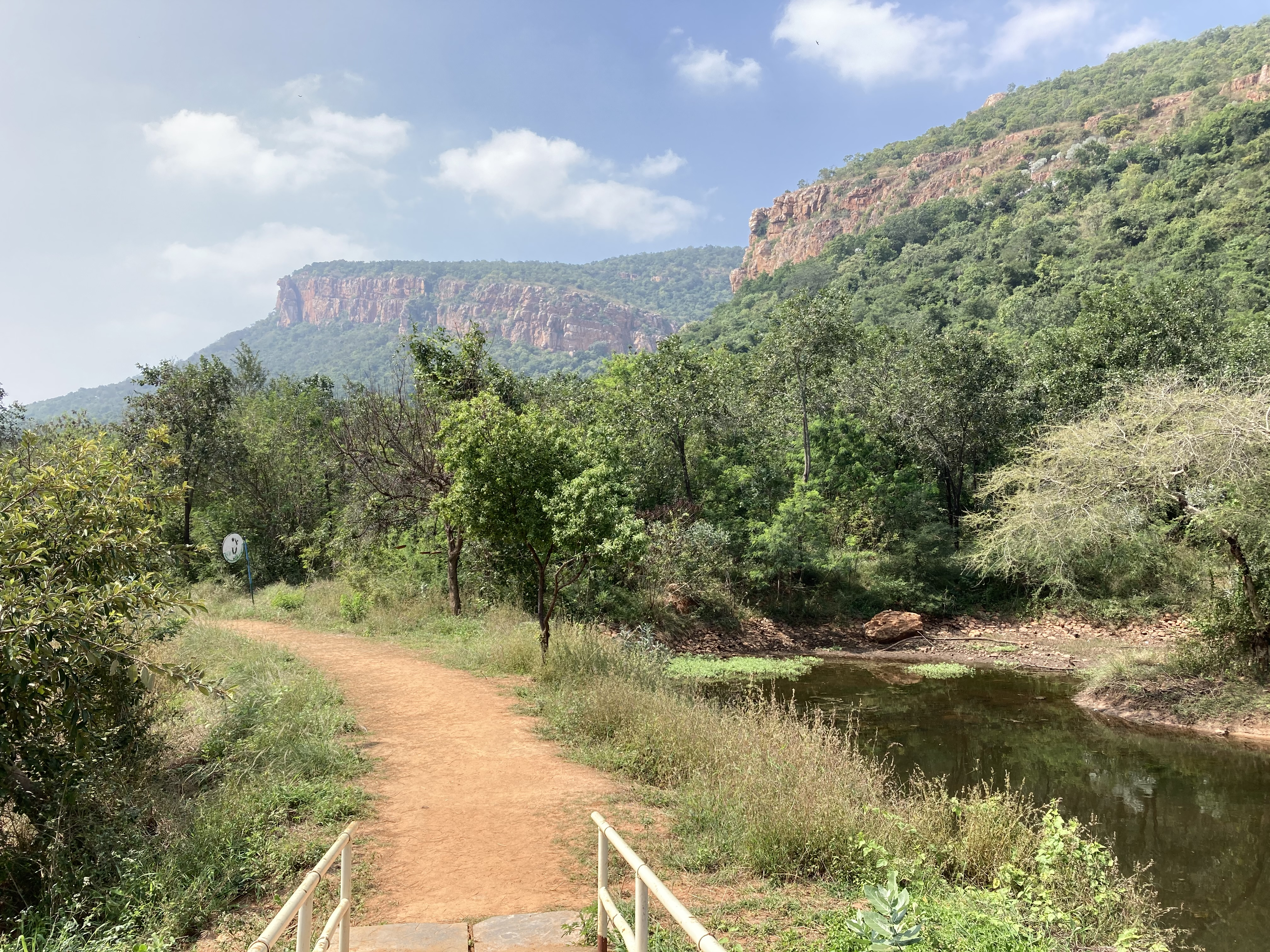
Divyaramam View

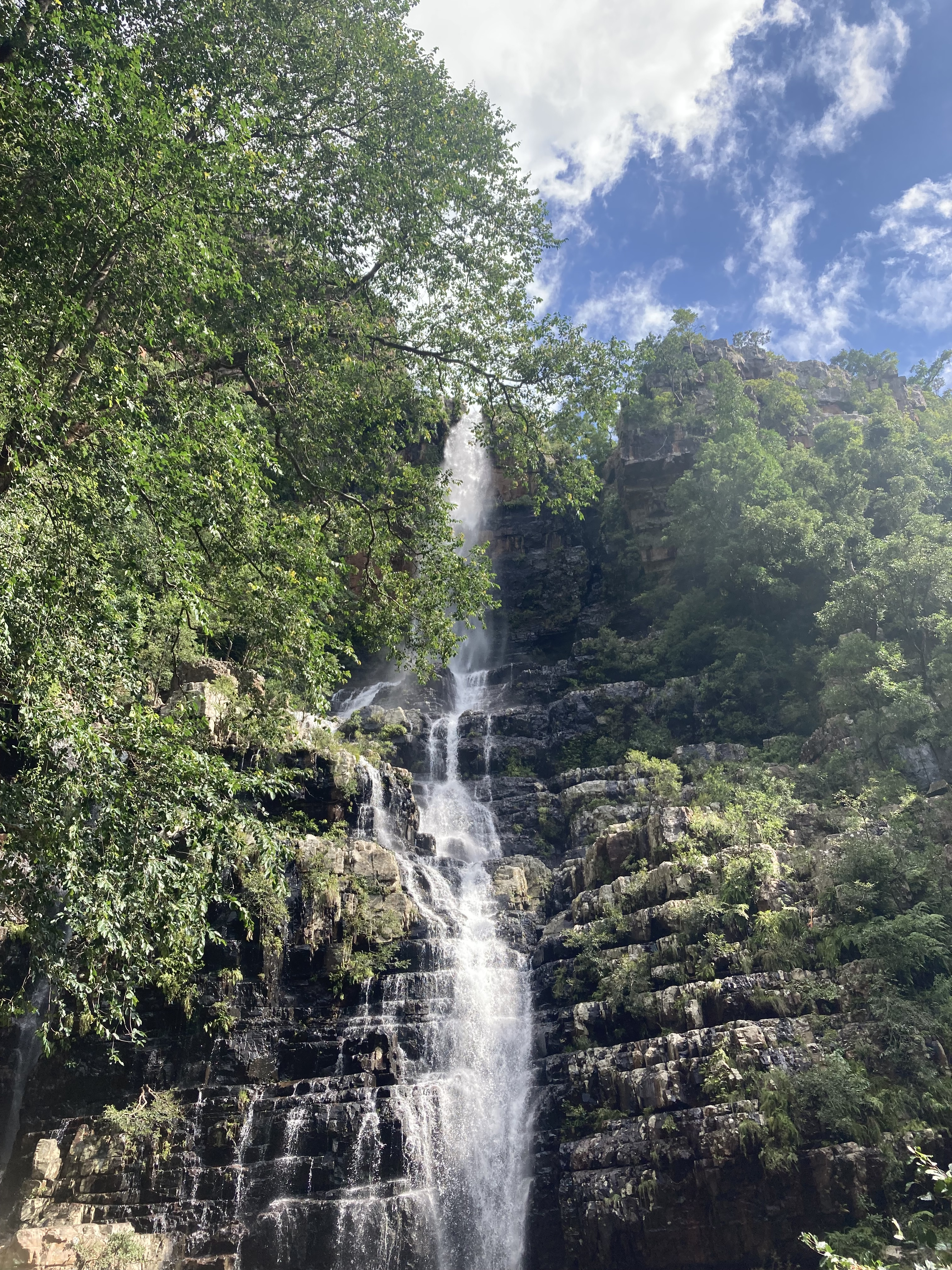
Talakona falls view

A banda dels temples, la ciutat i la seva zona tenen altres edificis considerats com a patrimoni que atrauen els turistes.
- El Fort Chandragiri és una fortificació del Segle XI que hosteja el museu arqueològic.[77]
- El Parc zoològic Sri Venkateswara s'estableis el 1987. és el parc zoològic més gran d'`Àsia. Té una superfície de 5532 acres.[78][79]
- Centre de les Ciències Regional. Té una exposició sobre l'espai i un planetari. Fou el primer d'Andhra Pradesh.[80][81]

Altres llocs d'interès de Tirupati
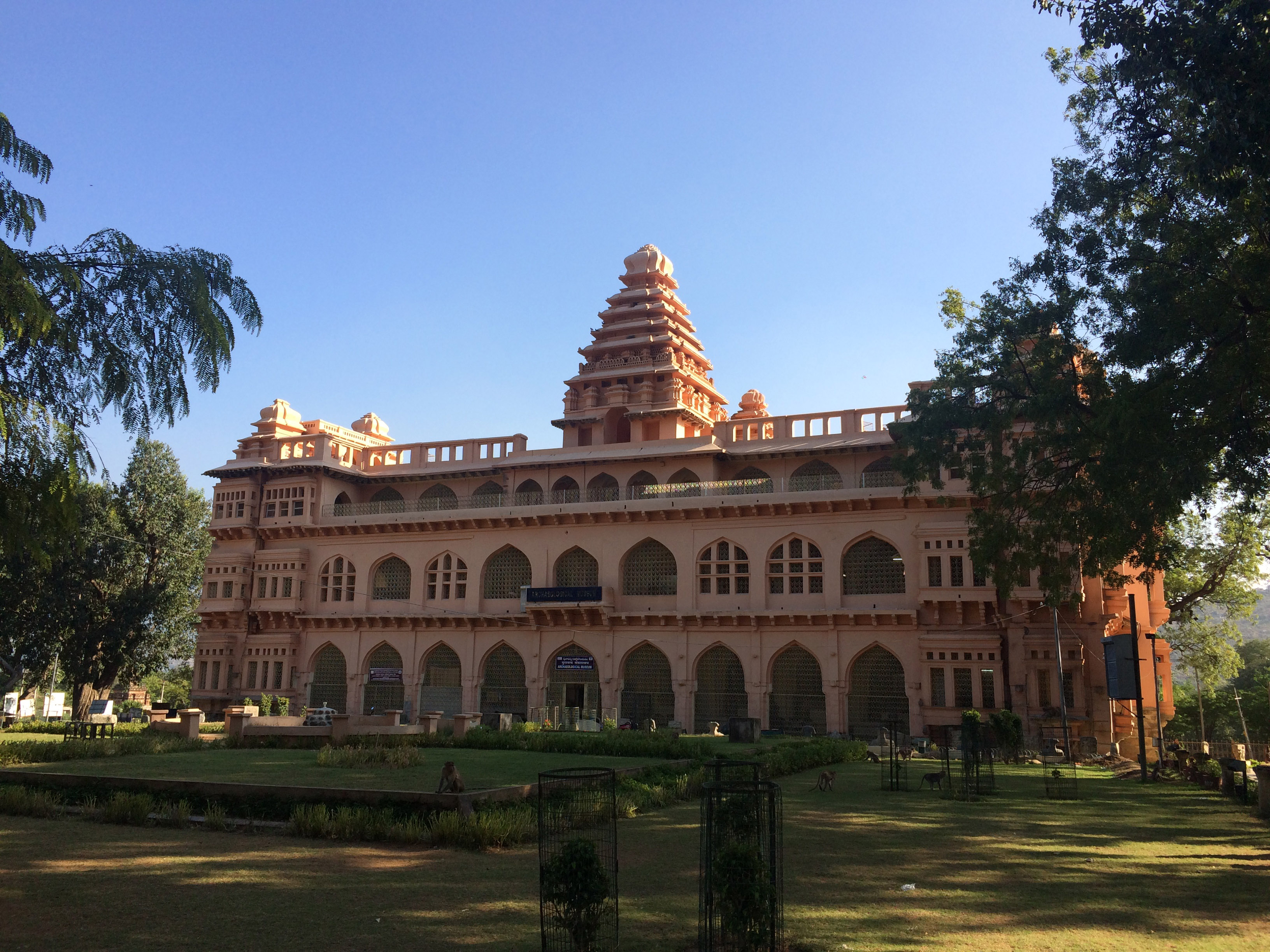
Chandragiri Fort
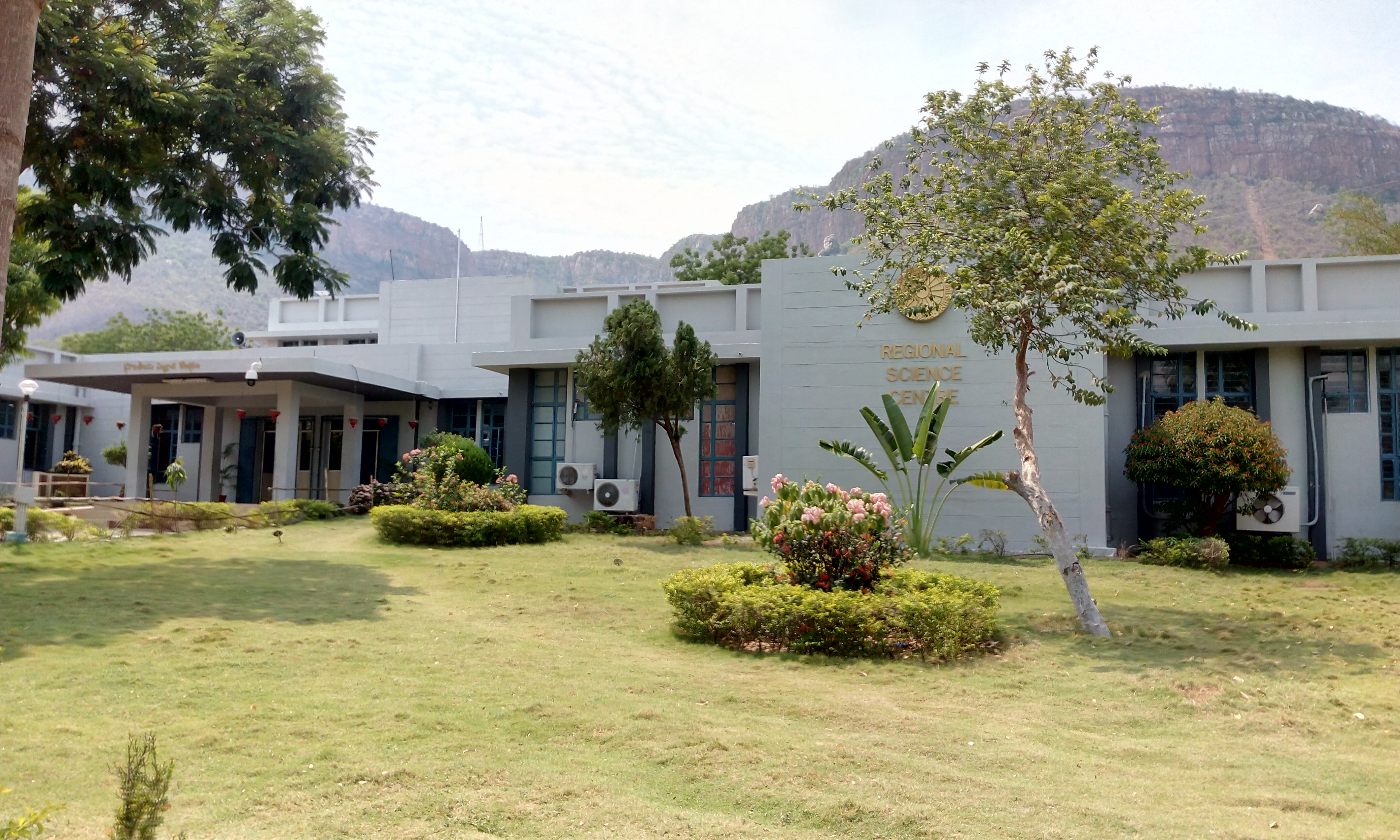
Regional Science Centre, Tirupati